# Odd Atelier
Odd Atelier Entertainment Inc. (en hangul, 오드 아틀리에), conocida públicamente como Odd Atelier o simplemente OA, es una empresa de entretenimiento surcoreana, fundada en 2023 por la cantante y bailarina Jennie Kim, con sede en Seúl. La empresa actúa como una discográfica, agencia de talentos y de entretenimiento.

## Historia
En agosto de 2023, las cuatro miembros del grupo surcoreano Blackpink comenzaron a negociar sus contratos con YG Entertainment, sello discográfico de la agrupación. Con los contratos a punto de expirar, el sello había emitido un comunicado en julio, confirmando que las renovaciones de contrato estaban en discusión, y luego confirmó con otro comunicado, en noviembre del mismo año, que todavía estaban «negociando con las artistas sus contratos exclusivos».El 5 de diciembre de 2023, YG Entertainment confirmó que las cuatro miembros de Blackpink habían renovado sus contratos, pero solo para actividades grupales, comenzando así los rumores sobre el futuro de las actividades como solistas de las cuatro miembros.
El 24 de diciembre de 2023, Jennie, una de sus miembros, anunció a través de su redes sociales la fundación, de su propia agencia de entretenimiento llamada Odd Atelier, siendo ella la propietaria y principal artista. «Hola, soy Jennie. Este año estuvo lleno de muchos logros y estoy muy agradecida por todo el amor que he recibido. También estoy entusiasmada con lo que está por venir, ya que comenzaré mi viaje en solitario en 2024 con una empresa que he establecido llamada OA. Por favor, muestren mucho amor por mi nuevo comienzo y, por supuesto, a Blackpink. OA, que significa Odd Atelier, es un espacio que tiene como objetivo crear cosas nuevas que llamen la atención de una manera diferente a lo habitual», señaló la artista en su publicación.

## Artistas

### Solistas
- Jennie